# Liste der Naturdenkmale in Ihlow (Fläming)

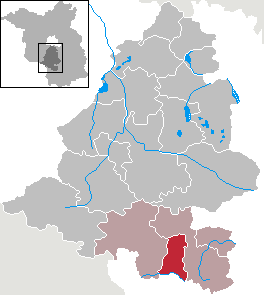
Lage von Ihlow

Die Liste der Naturdenkmale in Ihlow (Fläming) enthält alle Naturdenkmale der brandenburgischen Gemeinde Ihlow und ihrer Ortsteile, welche durch Rechtsverordnung geschützt sind. Naturdenkmäler sind Einzelschöpfungen der Natur, deren Erhaltung wegen ihres beeindruckenden Aussehen, ihrer Seltenheit, ihren Alter oder ihrer Eigenart sowie ihrer ökologischen, wissenschaftlichen, geschichtlichen, volks- oder heimatkundlichen Bedeutung im öffentlichen Interesse liegt oder den Landschaftsraum prägen. Grundlage sind die Veröffentlichungen des Landkreises Teltow-Fläming, wo durch die entsprechenden staatlichen Behörden per Rechtsverordnung oder Gesetz die Naturdenkmale festgesetzt wurden. Dabei wird durch die Festsetzung in 4 verschiedene Kategorien unterschieden:
- Bäume – „Bäume, Baumreihen, Baumgruppen, Alleen, Relikte natürlicher Wälder“[3]
- Findlinge[4]
- Naturdenkmal nass – „Hohlformen, Quellen/Salzaustritte, Moore, Moorseen, Feuchtwiesen, natürliche Bachläufe“[5]
- Naturdenkmal trocken – „Erosionsrinnen, Trockentäler, Dünen, Trockenhänge, Heiden, Erdfälle, Trockenrasen“[6]

## Legende
In den Spalten befinden sich folgende Informationen:
- Nr.: Identifizierungsnummer nach veröffentlichter Liste. Sie wird von der unteren Naturschutzbehörde des Landkreises oder der kreisfreien Stadt vergeben. Wenn sie bekannt ist, wird sie angegeben. In dieser Spalte kann sich zusätzlich das Wort Wikidata befinden, der entsprechende Link führt zu Angaben zu diesem Naturdenkmal bei Wikidata.
- Bezeichnung: Benennung des Naturdenkmals, in der Regel wird bei Bäume die Baumart genannt. Bekannte Eigennamen werden mit angegeben.
- Gemarkung: Ort oder Gemarkung, in der sich das Naturdenkmal befindet
- Lage: Nennt die Lage des Naturdenkmals im jeweiligen Ortsteil und die geografischen Koordinaten des Naturdenkmals. Link zu einem Kartenansichtstool, um Koordinaten zu setzen. In der Kartenansicht sind Naturdenkmale ohne Koordinaten mit einem roten beziehungsweise orangen Marker dargestellt und können in der Karte gesetzt werden. Denkmale ohne Bild sind mit einem blauen bzw. roten Marker gekennzeichnet, Denkmale mit Bild mit einem grünen beziehungsweise orangen Marker.
- Beschreibung: die Beschreibung des Naturdenkmales
- Schutzzweck: Erläutert den Grund der Unterschutzstellung
- Bild: Zeigt ein Bild des Naturdenkmales und gegebenenfalls ein Link zu weiteren Fotos im Medienarchiv Wikimedia Commons

## Bollensdorf

### Bäume
| Bild                                    | Bezeichnung                | Lage                                                                                       | Beschreibung | Schutzzweck             | Nummer                                  |
| --------------------------------------- | -------------------------- | ------------------------------------------------------------------------------------------ | ------------ | ----------------------- | --------------------------------------- |
| Direkt Bild zu diesem Denkmal hochladen | Eiche (Baum)               | Bollensdorf, N Kirche im Park; Flur 1, Flurstück 9/1 ()                                    | ehemalig     | Eigenart (Alter, Größe) | Blattnummer: 486, Registernummer: B0006 |
| BW                                      | Linde (Tilia spec.) (Baum) | Bollensdorf, N Kirche im Park; Flur 1, Flurstück 5, 396 (51° 49′ 57,7″ N, 13° 23′ 22,4″ O) |              | Eigenart (Alter, Größe) | Blattnummer: 407, Registernummer: B0007 |

## Ihlow

### Bäume
| Bild                                    | Bezeichnung                       | Lage | Beschreibung      | Schutzzweck                                                                          | Nummer                                  |
| --------------------------------------- | --------------------------------- | --- | ----------------- | ------------------------------------------------------------------------------------ | --------------------------------------- |
| Direkt Bild zu diesem Denkmal hochladen | Eiche (Baum)                      | Ihlow, 1,3 km WSW Kirche, 0,1 km O Str. nach Herbersdorf; Flur 1, Flurstück 152 ()                                         | ehemalig          | Eigenart (Alter, Größe)                                                              | Blattnummer: 493, Registernummer: B0327 |
| BW                                      | Stieleiche (Quercus robur) (Baum) | Ihlow, 1,9 km SW Kirche, auf freier Feldmark am Meliorationsgraben; Flur 1, Flurstück 68 (51° 51′ 9,5″ N, 13° 19′ 26,5″ O) |                   | Eigenart (Alter, Größe), Schönheit (Landschaftsbild)                                 | Blattnummer: 410, Registernummer: B0328 |
| Direkt Bild zu diesem Denkmal hochladen | Eiche (Baum)                      | Ihlow, 2 km SSW Kirche, wenig O einer Stallanlage; Flur 1, Flurstück 75 ()                                                 | ehemalig          | Schönheit (Landschaftsbild)                                                          | Blattnummer: 492, Registernummer: B0329 |
| Direkt Bild zu diesem Denkmal hochladen | Eichen (Baum)                     | Ihlow, 0,85 km S Kirche, am Wirtschaftsweg nach Rinow; Flur 1, Flurstück 13/7, 13/6, 26 ()                                 | ehemalig, 2 Bäume | Eigenart (Alter, Größe)                                                              | Blattnummer: 490, Registernummer: B0330 |
| Direkt Bild zu diesem Denkmal hochladen | Schwarzkiefer (Baum)              | Ihlow, Grundstück Nr. 31; Flur 2, Flurstück 86/4 ()                                                                        | ehemalig          | Eigenart (Alter, Größe)                                                              | Blattnummer: 483, Registernummer: B0331 |
| Direkt Bild zu diesem Denkmal hochladen | Obstbaumallee (Allee)             | Ihlow, Straße nach Illmersdorf; Flur 2, Flurstück 206, 207, 211, 212, 210 ()                                               | ehemalig          | Eigenart (Alter), Schönheit (Landschaftsbild), Seltenheit, Landeskundliche Bedeutung | Blattnummer: 488, Registernummer: B0332 |
| Direkt Bild zu diesem Denkmal hochladen | Eichen (Baumgruppe)               | Ihlow, 0,7 km SW Kirche, in einer Baumreihe; Flur 1, Flurstück 165, 167 ()                                                 | ehemalig, 3 Bäume | Eigenart (Alter, Größe)                                                              | Blattnummer: 485, Registernummer: B0333 |

## Illmersdorf

### Bäume
| Bild                                    | Bezeichnung           | Lage                                                                                               | Beschreibung | Schutzzweck                                                                          | Nummer                                  |
| --------------------------------------- | --------------------- | -------------------------------------------------------------------------------------------------- | ------------ | ------------------------------------------------------------------------------------ | --------------------------------------- |
| Direkt Bild zu diesem Denkmal hochladen | Linde (Baum)          | Illmersdorf, Dorfanger; Flur 4, Flurstück 60 ()                                                    | ehemalig     | Eigenart (Alter)                                                                     | Blattnummer: 489, Registernummer: B0060 |
| Direkt Bild zu diesem Denkmal hochladen | Obstbaumallee (Allee) | Illmersdorf, 0,2 km S Kirche, Straße nach Ihlow; Flur 4, Flurstück 102, 103, 104, 111, 112, 108 () | ehemalig     | Eigenart (Alter), Schönheit (Landschaftsbild), Seltenheit, Landeskundliche Bedeutung | Blattnummer: 484, Registernummer: B0336 |

### Findlinge
| Bild | Bezeichnung | Lage | Beschreibung | Schutzzweck                | Nummer                                 |
| ---- | ----------- | --- | ------------ | -------------------------- | -------------------------------------- |
| BW   | Findling    | Illmersdorf, 2,2 km WSW Kirche, Straße nach Dahme; Flur 3, Flurstück 37 (51° 52′ 42,6″ N, 13° 21′ 24,8″ O) |              | naturgeschichtliche Gründe | Blattnummer: 31, Registernummer: F0059 |

### Naturdenkmale Nass
| Bild                           | Bezeichnung                                 | Lage                                                                             | Beschreibung | Schutzzweck                | Nummer                                 |
| ------------------------------ | ------------------------------------------- | -------------------------------------------------------------------------------- | ------------ | -------------------------- | -------------------------------------- |
| Weitere Bilder Fotos hochladen | Flächennaturdenkmal „Werftpfuhl“ (Hohlform) | Illmersdorf, O Ortsrand; Flur 3, Flurstück 22 (51° 52′ 54,9″ N, 13° 21′ 10,8″ O) |              | naturgeschichtliche Gründe | Blattnummer: 99, Registernummer: N0243 |

## Mehlsdorf

### Findlinge
| Bild            | Bezeichnung          | Lage | Beschreibung | Schutzzweck                | Nummer                                 |
| --------------- | -------------------- | --- | ------------ | -------------------------- | -------------------------------------- |
| Fotos hochladen | Wolfstein (Findling) | Mehlsdorf, 0,6 km NW Kirche, S an der Straße nach Rinow; Flur 4, Flurstück 32/7 (51° 50′ 3,9″ N, 13° 20′ 5,7″ O) |              | naturgeschichtliche Gründe | Blattnummer: 32, Registernummer: F0119 |

## Niendorf

### Naturdenkmale Trocken
| Bild | Bezeichnung                                                                   | Lage                                                                                 | Beschreibung | Schutzzweck                | Nummer                                 |
| ---- | ----------------------------------------------------------------------------- | ------------------------------------------------------------------------------------ | ------------ | -------------------------- | -------------------------------------- |
| BW   | Flächennaturdenkmal „Franzosenschanze“ (Oser mit aufgesetzten Dünenbildungen) | Niendorf, 0,5 km SO Ort; Flur 2, Flurstück 72, 99/2 (51° 51′ 23″ N, 13° 23′ 23,9″ O) |              | naturgeschichtliche Gründe | Blattnummer: 19, Registernummer: T0036 |

## Rietdorf

### Naturdenkmale Nass
| Bild | Bezeichnung          | Lage                                                                             | Beschreibung | Schutzzweck                | Nummer                                  |
| ---- | -------------------- | -------------------------------------------------------------------------------- | ------------ | -------------------------- | --------------------------------------- |
| BW   | Wendpfuhl (Hohlform) | Rietdorf, 0,7 km NNW Ort; Flur 2, Flurstück 29–31 (51° 53′ 36″ N, 13° 22′ 16″ O) |              | naturgeschichtliche Gründe | Blattnummer: 100, Registernummer: N0244 |